# Zéca Lopes
José dos Santos Lopes (ur. 25 listopada 1911 w Batatais, zm. 28 sierpnia 1996 tamże) – piłkarz brazylijski grający na pozycji napastnika.

## Kariera klubowa
Lopes karierę piłkarską rozpoczął w 1928 roku w klubie z Batatais, w którym grał do 1931. W 1932 roku przeszedł do lokalnego rywala Corinthians Paulista, w którym występował do końca kariery, którą zakończył w 1941 roku. Z Corinthians czterokrotnie zdobył mistrzostwo stanu São Paulo – Campeonato Paulista w 1937, 1938, 1939 i 1941.

## Kariera reprezentacyjna
Lopes pojechał z reprezentacją Brazylii do Francji na mistrzostwa świata podczas których 5 czerwca 1938 roku zadebiutował w reprezentacji Brazylii w pamiętnym meczu z reprezentacją Polski. Wystąpił również w powtórzonym meczu ćwierćfinałowym z reprezentacją Czechosłowacji, który został rozegrany 14 czerwca w Bordeaux oraz półfinałowym z reprezentacją Włoch. W barwach canarinhos zagrał w sumie 7 razy.